# Nocebo (pel·lícula)
Nocebo és una pel·lícula de thriller psicològic filipino-irlandesa del 2022 dirigida per Lorcan Finnegan a partir d'un guió de Garret Shanley. La pel·lícula és protagonitzada per Eva Green, Mark Strong, Chai Fonacier, Billie Gadsdon, Cathy Belton i Anthony Falcon.

## Trama
Mentre que Christine, una dissenyadora de moda per a nens, rep una trucada, s'acosta un gos portador de malalties i s'agita, escampant-li paparres abans de desaparèixer. Una paparra s'enganxa al clatell, debilitant la Christine amb una malaltia misteriosa. Una dona anomenada Diana arriba a casa seva, dient que és la llevadora que Christine havia contractat. El marit de Christine, Felix, i la filla, Bobs, desconfien de Diana. Després d'instal·lar-se, Diana desempaqueta la seva maleta, revelant una col·lecció de relíquies i ingredients de màgia popular. Utilitza una caixa de llumins per convocar i capturar la paparra que va mossegar Christine, després munta un altar a la llar de foc de la seva habitació i utilitza les seves cendres en un ritual per comunicar-se amb l'esperit invisible d'un nen.
Durant el sopar, Christine té dolors sobtats als braços. Diana acudeix en la seva ajuda i cura la Christine passant les mans sobre els seus braços i després fent-li pessigolles fins que el dolor desapareix. Diana explica que posseeix poders sobrenaturals que va rebre durant la infància d'una dona moribunda que era una ongo que buscava algú a qui transferir els seus poders després de la mort. Aleshores, Diana es va empassar un pollet negre que va sortir de la boca de la dona i es va acostar a ella. Posteriorment Diana va utilitzar els seus poders per obtenir els seus ingressos, però es va convertir en un paria social després que se la considerés una bruixa.
Christine permet que Diana la tracti, amb resultats positius. Malgrat això, Fèlix continua desconfiant de Diana. S'enfronta a Diana a la seva habitació i li ordena que es mantingui allunyada de Christine. Una Diana desafiant suggereix que se'n vagi, dient-li ominosamente que tingui cura amb les escales. Quan en Felix està a punt de baixar, és atacat per la mascota d'en Bobs, el canari, que mata després de colpejar-lo amb pànic. Quan Diana i Christine s'uneixen mentre enterren l'ocell, en Felix sent que Diana és la responsable de l'incident i tem que estigui fent una bretxa entre ell i la seva família.
Després que els medicaments de Christine desapareguin, en Felix busca l'habitació de Diana i descobreix l'altar i les drogues sota el llit de Diana, fet que ell i Christine acomiadin a Diana. Abans de marxar, Diana demana a Bobs que li faci un favor. L'endemà, Bobs li diu a Christine que en Felix va amagar les drogues per incriminar Diana, provocant una baralla entre Christine i Felix. Quan  Felix puja les escales per refrescar-se, és atacat per un canari que s'assembla a la mascota d'en Bobs i queda ferit després de caure des de dalt de l'escala. Félix està hospitalitzat, mentre que Diana torna per cuidar una Christine que ha recaigut.
Quan Diana realitza un ritual final per a Christine, revela que no està curant Christine, sinó que la castiga. Aleshores, Christine veu els flashbacks de la vida de Diana a les Filipines on va viure feliç amb el seu marit i la seva filla fins que van ser expulsats pels acaparadors de terres i van fugir a Cebu City. Diana es va veure obligada a treballar en un taller de treball esclau utilitzada per Christine per produir la seva línia de roba i es va endur la seva filla amb ella. Durant una visita, Christine va aconsellar als directius que obliguessin a treballar excessivament els empleats i tanquessin l'única sortida per evitar el robatori, que va provocar la mort de la filla de Diana i els seus companys de feina després d'un incendi. Diana, que es trobava a fora en aquell moment, posteriorment va maleir Christine enviant-li un espectre del gos. Mentre Christine demana perdó, Diana l'anomena paparra i fa que Christine experimenti físicament el foc i s'enfronti a la filla  cremada de Diana.
Quan Félix arriba per trobar el cos cremat de Christine assegut a la seva màquina de cosir, Diana li diu a Bobs que l'esperi al jardí. Aleshores puja al terrat i salta a la seva mort davant de Bobs. Un pollet negre surt de la boca de Diana i entra en Bobs, fent-la una ongo. De tornada a Cebu, l'esperit de Diana s'acomiada del seu marit.
La pel·lícula acaba amb Bobs sola al bosc recollint herbes mentre és vigilada des de lluny per l'espectre de Diana.

## Repartiment
- Eva Green com a Christine
- Mark Strong com a Felix
- Chai Fonacier com a Diana
- Billie Gadsdon com a Bobs
- Cathy Belton com a Liz
- Anthony Falcon com a Jomar
- Angie Ferro com Ongo

## Producció
La fotografia principal va començar l'1 de febrer de 2021, a Dublín, Irlanda.
Com a part de la investigació de la pel·lícula, el director Lorcan Finnegan i el guionista Garret Shanley van anar a les illes filipines de Cebu i Siquijor, fent paral·lelismes amb les experiències filipines i irlandeses de colonialisme i capitalisme, així com creences comunes en el folklore i el xamanisme. L'escriptora i directora Ara Chawdhry va ajudar a escriure les escenes a les Filipines després que la productora Bianca Balbuena la contractés. Aleshores, ambdues van recomanar a Chai Fonacier formar part del repartiment, citant la seva experiència prèvia en pel·lícules en llengua cebuana.

### Música
La cançó final de la pel·lícula presentava la cançó filipina Pugon (2016) de The General Strike, que fa referència a l'incendi a la fàbrica de sabatilles Kentex de 2015, el segon pitjor incident d'incendi a les Filipines, en el que es basa lliurement la trama secundària de la pel·lícula. Els crèdits finals mostren la declaració "JUSTÍCIA PER A TOTS ELS TREBALLADORS DE KENTEX" després d'esmentar els crèdits de la cançó.

## Recepció
Al lloc web de l'agregador de ressenyes Rotten Tomatoes, el 71% de les crítiques de 59 crítiques són positives, amb una valoració mitjana de 6,3/10. El consens del lloc web diu: "Nocebo lluita per implicar-se constantment, però l'atmosfera inquietant i les idees interessants fan que aquest thriller sigui difícil de descartar directament". Metacritic, que utilitza una mitjana ponderada, va assignar a la pel·lícula una puntuació de 58 sobre 100, basada en 6 crítics, indicant crítiques "mixtes o mitjanes".